# Quimioesterilizante
Um quimiosterilizante é um composto químico que causa esterilidade reprodutiva em um organismo. Eles podem ser usados para controlar populações de pragas esterilizando machos. Mais tecnicamente, um quimiosterilizante é qualquer composto químico usado para controlar pragas economicamente destrutivas ou causadoras de doenças (geralmente insetos), causando esterilidade temporária ou permanente de um ou ambos os sexos ou impedindo a maturação do jovem a um estágio adulto sexualmente funcional.
O acasalamento de insetos esterilizados com insetos férteis não produz descendentes e, se o número de insetos estéreis for mantido constante, a porcentagem de insetos estéreis aumentará e menos crias serão produzidas em cada geração sucessiva. Os quimioesterilizantes devem ser aplicados no estágio de larva ou pupa do inseto para dar origem a adultos estéreis ou em adultos recém-emergidos antes que se tornem sexualmente maduros.
Dois tipos de quimioesterilizantes são comumente usados:
- Os antimetabólitos se assemelham a uma substância de que a célula ou tecido necessita, que o corpo do organismo os confunde com um verdadeiro metabólito e tenta incorporá-los em seus processos normais de construção. O encaixe do produto químico não é exatamente correto e o processo metabólico é interrompido.
- Os agentes alquilantes são um grupo de substâncias químicas que atuam nos cromossomos. Esses produtos químicos são extremamente reativos, capazes de intensa destruição celular, danos aos cromossomos e produção de mutações.[4]